# Fleur Adcock
Kareen Fleur Adcock, CNZM, OBE (* 10. Februar 1934 in Papakura; † 10. Oktober 2024) war eine britisch-neuseeländische Dichterin und Übersetzerin. Im Jahr 2006 wurde ihr die Queen’s Gold Medal for Poetry und 2019 der Prime Minister’s Award for Poetry verliehen.

## Leben
Die Familie Adcock siedelte 1939 nach England über und kehrte 1947 nach Neuseeland zurück. Adcock studierte Klassische Philologie an der Victoria University of Wellington. Anschließend lehrte sie an der University of Otago und ging 1963 nach London, wo sie bis 1979 Bibliothekarin im Foreign and Commonwealth Office war. Von da an arbeitete sie als freie Schriftstellerin. Sie hat verschiedene Literaturstipendien und -preise erhalten, sowohl in England als auch in Neuseeland. Außerdem hat sie mit der neuseeländischen Komponistin Gillian Whitehead kooperiert, Lyrikanthologien herausgegeben und Gedichte aus dem Mittellateinischen und dem Rumänischen ins Englische übertragen.
Adcocks häufiges Pendeln zwischen England und Neuseeland übte einen starken Einfluss auf ihr dichterisches Werk aus. Sie versucht Identitäten zu ergründen, Wurzeln und Wurzellosigkeit. Oft sind marginalisierte Frauengestalten der Gegenstand ihrer Gedichte. Ihre frühere Formenstrenge hat sich über die Jahre zu einem lockeren, warmen Plauderton gewandelt, ohne sich jedoch in experimentelle Gefilde zu begeben. Besonders im Bezug auf Sexualität kann Adcocks Stil geradezu unverblümt sein.

## Persönliches
Fleur Adcock war von 1952 bis 1957 mit Alistair Campbell verheiratet und von 1962 bis 1966 mit Barry Crump, beides Schriftsteller. Auch ihre Mutter Irene Adcock und ihre jüngere Schwester Marilyn Duckworth waren bzw. sind Schriftstellerinnen.
Sie starb am 10. Oktober 2024 im Alter von 90 Jahren.

## Werke
- 1964: The Eye of the Hurricane
- 1967: Tigers
- 1971: High Tide in the Garden
- 1974: The Scenic Route
- 1979: The Inner Harbour
- 1986: Hotspur: A Ballad for Music
- 1986: The Incident Book
- 1991: Time Zones
- 1997: Looking Back